# Gwanggaeto
Gwanggaeto von Goguryeo (* 374; † 413) war von 391 bis 413 der neunzehnte Herrscher von Goguryeo, dem nördlichsten der Drei Reiche von Korea. Sein voller postumer Titel bedeutet „Bestattet in Gukgangsang, Ausdehner des Besitzes, Friedensmacher, uneingeschränkter König“, meistens abgekürzt als Hotaewang. Sein Äraname ist Yeongnak und er wurde gelegentlich als Yeongnak Taewang (Uneingeschränkter König Yeongnak) bezeichnet. Gwanggaetos unabhängiger Regierungstitel bedeutete, dass Goguryeo im Vergleich mit den chinesischen Dynastien als gleichrangig galt.
Unter Gwanggaeto begann für Goguryeo ein goldenes Zeitalter. Es wurde ein mächtiges Reich und eine Großmacht in Ostasien. Gwanggaeto gelangen enorme Gebietsgewinne und er führte Eroberungszüge bis in die westliche Mandschurei gegen Kitan-Stämme, in die Innere Mongolei und die heute russische Region Primorje gegen zahlreiche Völker und Stämme sowie ins Han-Flusstal im zentralen Korea. Damit kontrollierte er mehr als zwei Drittel der Koreanischen Halbinsel.
Gwanggaeto besiegte Baekje, das damals mächtigste der Drei Reiche von Korea, als er 396 dessen Hauptstadt Wiryeseong im heutigen Seoul einnahm. 399 bat Silla, das Königreich im Südosten Koreas, Goguryeo um Hilfe gegen Einfälle durch Truppen Baekjes und dessen Verbündeten Wa aus dem japanischen Archipel. Gwanggaeto sandte 50.000 Krieger, welche seine Feinde aufrieben und Silla faktisch zu einem Protektorat machten. Er unterwarf danach die anderen koreanische Königreiche und erreichte eine Vereinigung der Halbinsel unter der Vorherrschaft Goguryeos. In seinen westlichen Feldzügen besiegte er die Xianbei aus dem Reich der Späteren Yan und eroberte die Liaodong-Halbinsel, sodass er den früheren Besitz Go-Joseons zurückgewann.
Gwanggaetos Leistungen sind auf der Gwanggaeto-Stele verzeichnet. Sie wurde 414 auf seinem mutmaßlichen Grabmal in Ji’an an der heutigen chinesisch-nordkoreanischen Grenze aufgestellt. Sein Sohn und Nachfolger Jangsu war der Erbauer dieses Denkmals, das als größte gravierte Stele der Welt gilt.

## Vorgeschichte
Zur Zeit von Gwanggaetos Geburt war Goguryeo nicht so mächtig wie es einst gewesen war. 371, drei Jahre vor seiner Geburt, wurde Goguryeo vom rivalisierenden koreanischen Königreich Baekje unter Geunchogo bezwungen. Der Herrscher Gogukwon wurde getötet und Pjöngjang geplündert. Baekje wurde eine der dominierende Kräfte in Ostasien. Sein Einfluss beschränkte sich nicht auf die Koreanische Halbinsel, sondern erstreckte sich, die Schwäche des Staates der Früheren Qin ausnutzend, über das Meer nach Liaoxi und Shandong in China sowie nach Kyushu im japanischen Archipel. Somit war Goguryeo durch das mächtige Baekje im Süden und Westen umschlossen. Es neigte dazu, Konflikte mit seinem Nachbarn zu vermeiden, während es gute Kontakte zu den Früheren Qin, den Xianbei und den Rouran unterhielt, um sich vor künftigen Invasionen zu schützen und Zeit für militärische Reformen zu gewinnen.
Gogukwons Nachfolger Sosurim verfolgte eine Außenpolitik der Beschwichtigung und Versöhnung mit Baekje. Er konzentrierte sich auf die Innenpolitik, um Buddhismus und Konfuzianismus in der Gesellschaft Goguryeos zu verbreiten. Zudem führte Sosurim aufgrund der Niederlagen gegen die protomongolischen Xianbei und Baekje militärische Reformen durch, um solche Niederlagen in der Zukunft vorzubeugen. Sosurims interne Anordnungen legten die Grundlage für Gwanggaetos Ausdehnungen.
Auf Sosurim folgte Gogukyang, der 385 in den Staat der Späteren Yan und 386 in Baekje einfiel.

## Herrschaft

### Aufstieg zur Macht und Feldzüge gegen Baekje
Gwanggaeto folgte auf seinen Vater Gogukyang, der 391 starb. Bei seiner Krönung nahm Gwanggaeto den Äranamen Yeongnak (Ewige Freude) und den Titel Taewang (Erhabener König) an, um auszudrücken, dass er sich als ebenbürtig mit den Herrschern in China und Baekje sah.
392 führte Gwanggaeto einen Angriff auf Baekje mit 40,000 Kämpfern an. Er nahm zehn befestigte Städte ein. Als Antwort führte Asin, der Herrscher von Baekje, 393 einen Gegenangriff auf Goguryeo, wurde aber geschlagen. Ungeachtet des herrschenden Krieges richtete Gwanggaeto im Jahr 393 neun buddhistische Tempel in Pjöngjang ein. Asin marschierte 394 erneut in Goguryeo ein, wurde aber wiederum geschlagen. Nach einer Reihe von Niederlagen gegen Goguryeo verfiel Baekjes politische Stabilität. 395 wurde Baekje einmal mehr von Goguryeo besiegt und nach Süden zu seiner Hauptstadt Wiryeseong am Han-Fluss gedrängt. Im folgenden Jahr (396) führte Gwanggaeto einen Angriff auf Wiryeseong zu Land und zu Wasser, über den Han-Fluss, und triumphierte über Baekje. Gwanggaeto nahm dessen Hauptstadt ein und der besiegte Asin unterwarf sich ihm, indem er einen Prinzen und zehn Minister auslieferte.

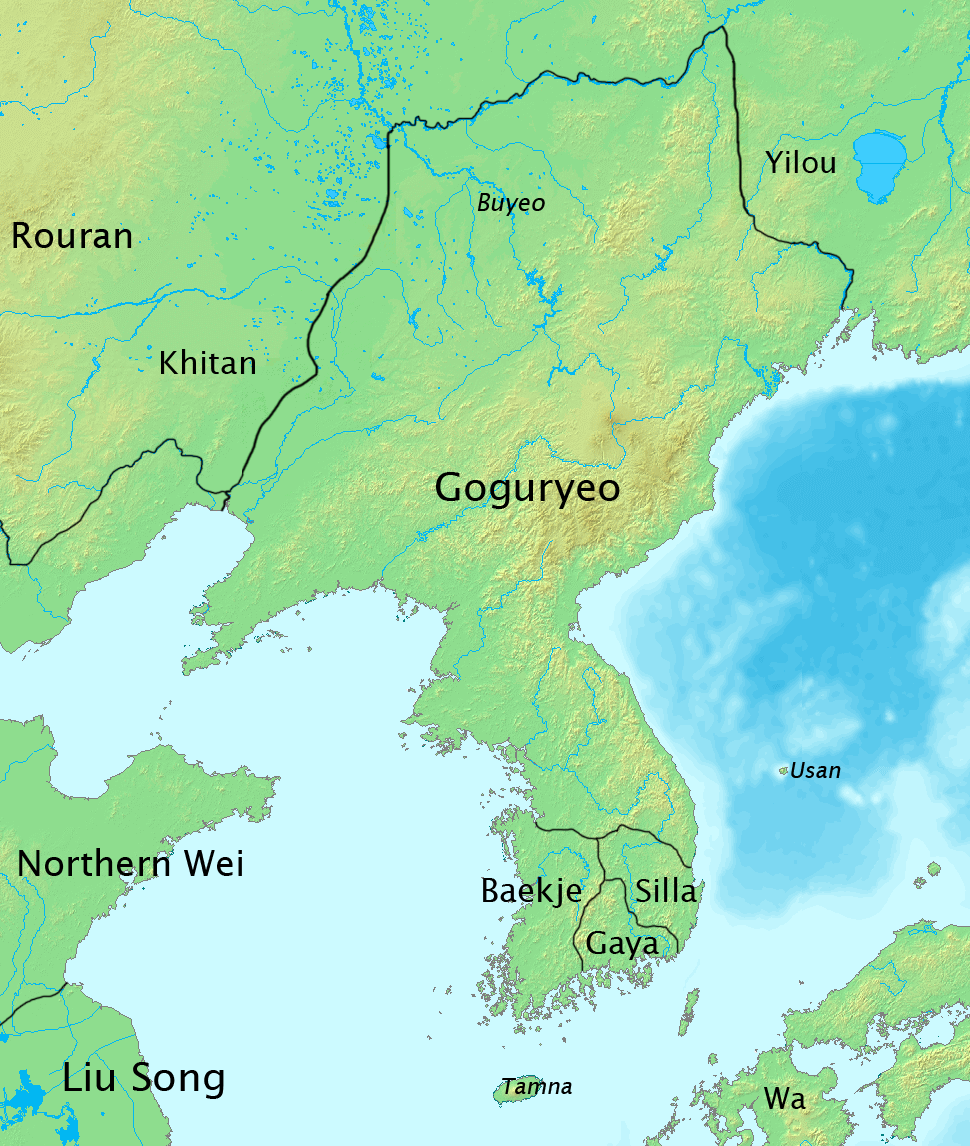
Goguryeo auf dem Zenit unter Gwanggaeto und Jangsu.

### Eroberungen im Norden
395, als seine Kampagne gegen Baekje im Süden noch lief, unternahm Gwanggaeto einen Feldzug, um den Clan der Kitan Baili am Liao-Fluss zu überfallen, 398 unterwarf Gwanggaeto das Sushen-Volk im Nordwesten, die tungusischen Vorfahren der Jurchen und Mandschu.
Im Jahr 400 griffen die Xianbei Goguryeo, während Gwanggaeto mit Baekje, Gaya, und Wa-Truppen in Silla beschäftigt war, an. Gwanggaeto schlug die Xianbei-Truppen dennoch zurück. 402 schlug Gwanggaeto zurück und eroberte eine wichtige Festung nahe der Hauptstadt des Reichs der Späteren Yan. 405 und erneut 406 kam es zu Angreifen auf Goguryeo-Festungen in Liaodong, beide Male erfolglos. Gwanggaeto konnte ganz Liaodong erobern. Dadurch beherrschte er das Territorium von Go-Joseon. Bis zur Mitte des 7. Jahrhunderts gehörte es zu Goguryeo.
Im Jahr 407 sandte er 50.000 Infanteristen und Reiter und erzielte einen großen Sieg, indem er die feindlichen Truppen vernichtend schlug und rund 10.000 Rüstungen und zahlreiche Kriegsgeräte erbeutete. Als Gegner kommen sowohl die Späteren Yan, Baekje oder Wa infrage.
410 griff Gwanggaeto Dongbuyeo im Nordosten an.

### Feldzüge nach Süden
Im Jahr 400 bat Silla, ein anderes koreanisches Königreich im Südosten der Halbinsel, Goguryeo um Hilfe, um eine Invasion durch die Verbündeten Baekje, Gaya und Wa zurückzuschlagen. Gwanggaeto sandte 50.000 Krieger und zerschlug die feindliche Koalition. Darauf wurde Silla zu einem Protektorat, Gaya sank herab und konnte sich nicht mehr erholen. 402 ließ Gwanggaeto Prinz Silseong, der als politischer Geisel seit 392 in Goguryeo residierte, zurück nach Silla und ernannte ihn zum König von Silla.
404 schlug Gwanggaeto einen Angriff der Wa aus dem japanischen Archipel an der südlichen Grenze der früheren Daifang-Kommanderie zurück. Der Gegner erlitt dabei enorme Verluste.

## Tod und Erbe

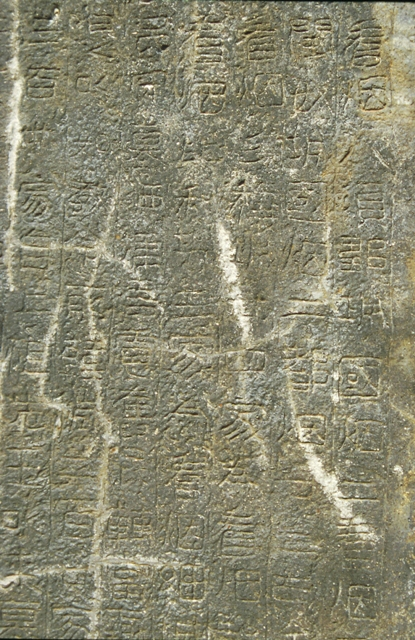
Ein Detail auf der Gwanggaeto-Stele

Gwanggaeto starb 413 im Alter von 39 Jahren an einer unbekannten Krankheit. Nachfolger wurde sein Sohn Jangsu, der Goguryeo während 79 Jahren bis zu seinem 98. Altersjahr regierte. Seine Regierungszeit war die längste in der Geschichte Ostasiens.
Gwanggaetos Eroberungen gelten als der Zenit der koreanischen Geschichte, da er ein großes Reich in Nordostasien schuf und konsolidierte. Die Drei Reiche von Korea wurden durch ihn vereinigt. Gwanggaeto eroberte 64 befestigte Städte und 1400 Dörfer. Außer in der 200-jährigen Periode, welche mit Jangsu begann, der auf dem Besitz seines Vaters aufbaute, und dem goldenen Zeitalter von Balhae erstreckte sich Korea nie mehr über ein so großes Territorium. Archäologen haben in der heutigen Mongolei Goguryeo-Festungsruinen entdeckt, die darauf schließen lassen, dass Goguryeo sich bei seiner größten Ausdehnung im Westen bis dahin erstreckte. Gwanggaeto selbst fühlte sich mit den Herrschern Chinas ebenbürtig, was sein Herrschertitel ausdrückt, der so viel wie Ewige Freude bedeutet.
Gwanggaeto ist neben Sejong, dem Schöpfer des Hangul-Alphabets einer von zwei koreanischen Herrschern, welche mit dem Namenszusatz „der Große“ geehrt wurden. Er wird von den Koreanern als einer größten Helden ihrer Geschichte betrachtet, so dass er oft als Symbolfigur für den koreanischen Nationalismus dient.
Die Gwanggaeto-Stele, ein 6,39 Meter großes Denkmal, welches von Jangsu im Jahr 414 errichtet wurde, ist im 19. Jahrhundert wiederentdeckt worden. Die Stele trägt Inschriften mit Angaben über Gwanggaetos Herrschaft und seine Leistungen, allerdings sind nicht mehr alle Schriftzeichen erhalten. Bei Aussagen über die Wa stimmen koreanische und japanische Gelehrte in ihrer Interpretation nicht überein. 
Die Südkoreanische Marine besitzt drei Zerstörer der Gwanggaeto-der-Große-Klasse, welche von Daewoo Heavy Industries gebaut und zu Ehren des Herrschers benannt wurden.
Eine bedeutende Statue von Gwanggaeto wurde zusammen mit einer Nachbildung der Gwanggaeto-Stele an der Hauptstraße der Stadt Guri in der Provinz Gyeonggi errichtet.

## Darstellungen in Kunst und Medien
The Legend (auch bekannt als Taewang Sasingi) ist ein koreanisches Historien- und Fantasydrama aus dem Jahr 2007, welches sich in Teilen auf Gwanggaeto und in Teilen auf Dangun bezieht. Die Fernsehserie beginnt bei Gwanggaetos Geburt und endet in der Mitte seiner Herrschaftszeit am Ende des 4. Jahrhunderts. Yoo Seung-ho stellt ihn als Kind und Bae Yong-joon als Erwachsenen dar. Das Historiendrama Gwanggaeto, The Great Conqueror von KBS (2011) basiert ebenfalls auf seinem Leben.
Die International Taekwon-Do Federation hat mit Gwang-Gae einen Begungsablauf, ein Hyeong, nach Gwanggaeto benannt. Dessen Diagramme stellen Gwanggaetos Eroberungen und die Wiedergewinnung verlorener Gebiete dar und die 39 Bewegungen stehen für die ersten zwei Ziffern des Jahres 391, in dem Gwanggaeto den Thron bestieg.
Viele Romane, Comics und Spiele über Gwanggaeto sind in Südkorea erschienen. Bei Age of Empires: World Domination, einem Computerspiel für Mobiltelefone, ist Gwanggaeto einer der Helden, den Spieler für die koreanische Zivilisation auswählen können. Auch beim koreanischen Mobilespiel Hero for Kakao ist Gwanggaeto eine Spielfigur.